# 鮮魚貨物列車

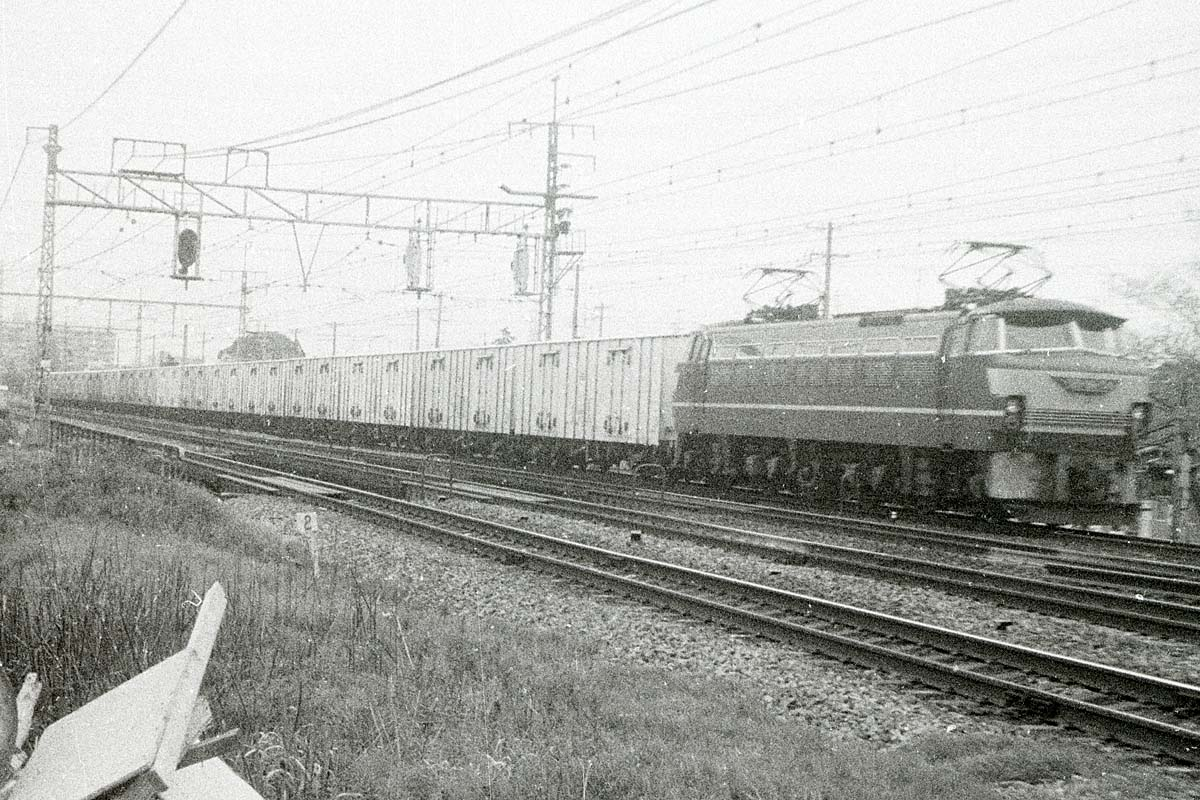
レサ10000系で組成された特急鮮魚貨物列車「とびうお」

鮮魚貨物列車（せんぎょかもつれっしゃ）とは、日本国有鉄道（国鉄）や私鉄がかつて運行していた魚介類輸送のための貨物列車。運ぶ品の性質上、古くから速度向上の努力が続けられてきた貨物列車でもある。

## 鮮魚輸送前史
明治時代には、魚運車と呼ばれる鉄道車両が用意されて魚介類の輸送が行われていた。後の通風車に似た構造で、氷を使用して冷却したとしてもその冷却効果は長くは続かず、長距離輸送は困難なものであった。このため沼津 - 新橋間などの短距離で、一般の貨物列車に連結する形で運行が行われていた。国鉄だけではなく、国有化以前の主要私鉄でも魚運車を所有し運行していた。
1908年（明治41年）5月23日、青森 - 上野駅間で鮮魚の冷蔵輸送試験が行われた。この結果が好成績を収めたことから同年6月17日から本格的な運行が開始。また同年6月1日からは焼津 - 京阪神間でも冷蔵輸送が始まった。
国有化後の1911年（明治44年）には記号「ウ」（後年は豚積車の記号として使われるようになるが異なる車両である）が与えられ、19形式116両が使用されていた。大正時代に入り冷蔵車が普及してくると、これらの魚運車は急速に利用されなくなり、1925年までに全ての魚運車が形式消滅した。

## 冷蔵車を使用した鮮魚輸送
1908年に日本で最初の冷蔵車であるレ1形が登場し、冷蔵鮮魚輸送が始められた。下関 - 新橋、青森 - 上野間などで輸送が行われ、好成績により荷主の間で冷蔵車使用権が奪い合いになるほどであった。冷蔵車は主に漁港の近くの駅に常備され、大都市の市場に隣接して設置された市場駅（東京市場駅、大阪市場駅など）まで輸送が行われていた。
1916年（大正5年）7月4日には、鳥取県の境駅と東京の汐留駅間で行われた試験輸送が行われ、約61時間を要したが結果は良好を判定された。
1927年（昭和2年）12月15日には下関 - 京都（梅小路）間に「貨物特別急行列車」（鮮魚貨物列車）（第154列車）の運転が開始された。丹那トンネルと岩徳線の開通を受けた1934年（昭和9年）12月のダイヤ改正では、下関と汐留を48時間40分で結ぶ鮮魚貨物列車（第58列車）を始め、数多くの鮮魚列車が運転されるようになった。東北方面から東京へ鮮魚輸送する列車の中には、深夜に運行されていない電車線を利用して東京駅を通過して市場へ急ぐものまで存在していた。
現代の冷蔵トラックでは機械式の冷凍機を用いて輸送品の冷却を行うが、鉄道の冷蔵車には動力を用いた冷凍機は装備されず、車両が断熱構造となっているだけだった。輸送品は氷で冷却され、木製、後には発泡スチロール製の箱に魚と砕いた氷を一緒に入れる「抱き氷」と呼ばれる方法が用いられていた。
また、市場の相場に応じて列車の走行中に冷蔵車の着駅を変更する「着駅変更」や、市場駅に到着した後相場が上がるまで側線に冷蔵車を留置したまま魚を保管しておく「着駅留置」といった柔軟な輸送が頻繁に行われていた。これは荷主にとっては非常に便利なものであったが、列車の運行計画・車両の運用計画が立てづらく、輸送当局にとっては悩みの種であった。鮮魚発送量の首位は多くの時代を通じて下関駅で、下関からの荷主は林兼商店（大洋漁業を経て現在のマルハニチロ）が多かった。このため、毎日山陽本線を行き先不明、着荷主不明の冷蔵車が走り回っていた。

### 途中で運行不能状態になった事例
1953年9月25日午後2時50分に東北本線長町駅を出発した品鶴線新鶴見操車場行きの鮮魚列車（46両）が、昭和28年台風第13号の豪雨により9月26日午前1時から水戸線福原駅で立往生。列車は9月27日午前10時の時点でも動けない状態となった。朝日新聞は、水戸鉄道管理局が「氷が溶けたのに茨城県内には氷を補給できる製氷会社がない」として魚の腐敗を心配しているとの報道を行った。仮に魚が無駄になった場合の被害額は、2000万円にのぼると推定している。

## 戦争と戦後復興
第二次世界大戦中は、輸送事情の逼迫により冷蔵車はほとんど有蓋車代用として使用され、鮮魚輸送のほとんどは停止された。戦後は、冷蔵車の多くが進駐軍に接収されて、進駐軍向けの食料輸送に使用された。冷蔵車の不足を補うため、冬季には一般の有蓋車による鮮魚輸送も行われたという。そうした中でも徐々に冷蔵車の新造が進められ、鮮魚輸送が再開されていった。

## 特急鮮魚貨物列車

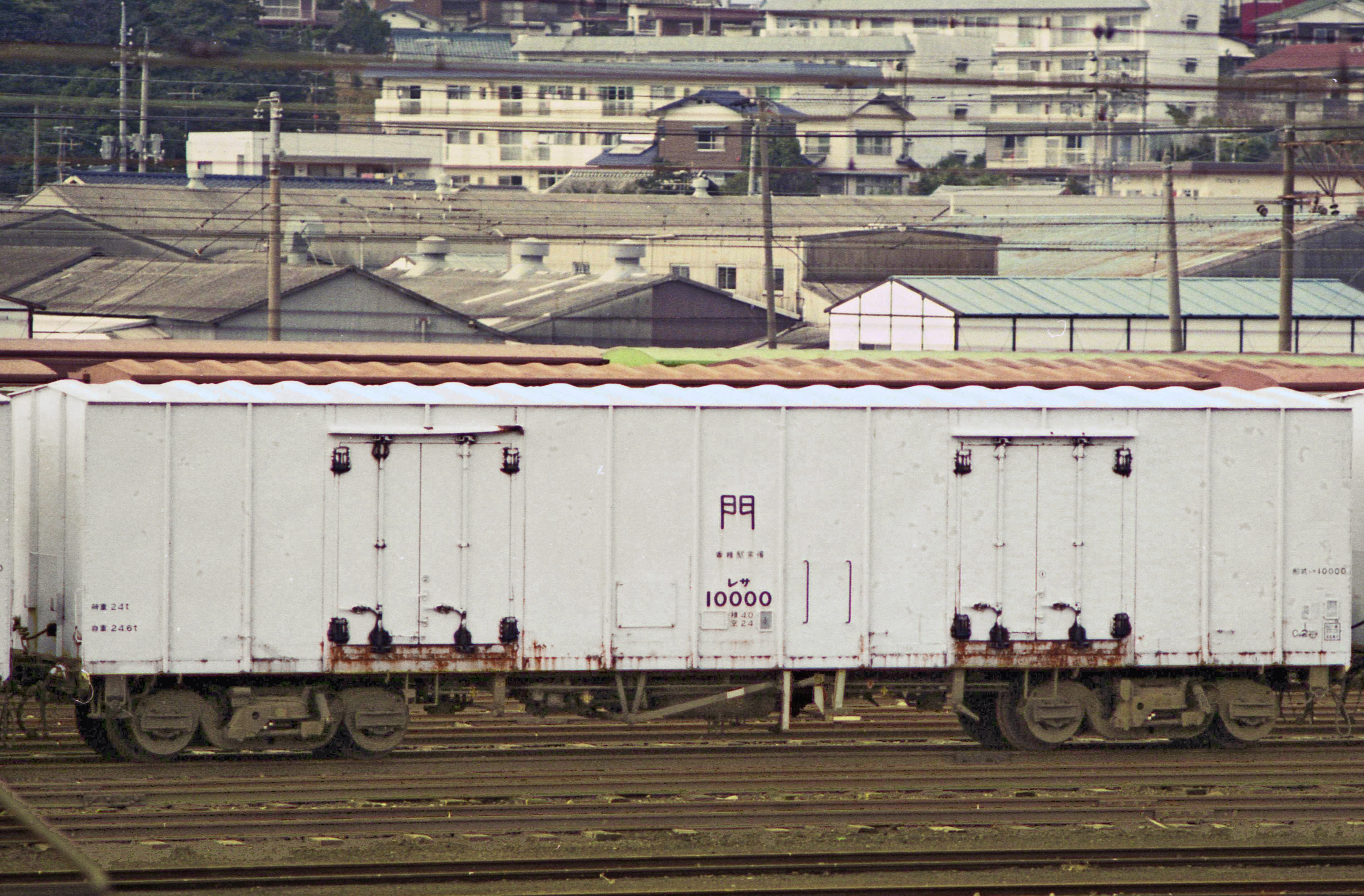
最高速度100km/hの高速冷蔵車、レサ10000系。特急鮮魚貨物列車「とびうお」「ぎんりん」に使用された

1960年代半ばより、地方の漁港で水揚げされた鮮魚を首都圏や近畿圏といった大都市圏に輸送する為、下関、博多等を拠点に貨車が集められ、専用列車が運行されるようになった。輸送時間を短縮して魚介類の鮮度を保ち、長距離輸送の分野にも進出著しくなってきたトラックに対抗するために、レサ10000系のような高速に走行できる専用貨車が開発された。レサ10000系を使用した鮮魚専用の特急貨物列車「とびうお」（幡生 - 東京市場間、運転区間はその後変化、以下同様）・「ぎんりん」（博多港 - 大阪市場間）は鮮魚貨物列車の代表的存在で、最高速度100km/hを誇り、市場の競りに間に合わせるべく運行管理上も最優先の扱いを受けていた。三陸方面からも急行貨物列車「東鱗1号」（鮫 - 東京市場間、レサ5000形使用、尻内駅（現在の八戸駅）からは新札幌駅（現在の札幌貨物ターミナル駅）発のコンテナ貨物列車に併結、最高速度85km/h）が設定されている。
特急鮮魚貨物列車は高速貨物であるため、最高速度が低い通常の車掌車は連結できず、専用緩急車のレムフ10000形が連結された。

## 鮮魚列車の衰退
道路網の拡充が進展する（1965年名神高速道路全通、1969年東名高速道路全通など）につれて鮮魚輸送へトラックが進出してくると、1960年代後半（昭和40年代）から国鉄の冷蔵車輸送は次第に衰退していく。1980年代に入るとその衰退は急激なものとなり、トラックに対抗するために運転されるようになった特急鮮魚貨物列車も例外ではなかった。
国鉄では、輸送量の減少と特急貨物列車のコンテナ化が進んだ事に伴い、専用貨車が廃止されていった。冷蔵車もその例外にとどまらず、輸送規模を縮小しながら私有の冷蔵コンテナに移行していった。結果、冷蔵車はJR貨物に1両も承継されず、鮮魚専用の貨物列車は1986年までにその歴史を閉じた。それ以降の鮮魚輸送は、私有冷蔵コンテナを使用して高速貨物列車等に積載する形で行われている。

## 私鉄の状況
私鉄においては国鉄のような水揚港から卸売市場に輸送するものは少なく、市場から沿線の小売業者などに配送する役割が中心であった。
大手私鉄では、京阪電鉄などが鮮魚などの食品輸送を行っていた。主に電動貨車や貨物列車を使用しており、営業用電車からの改造車や新規に製作された車両もあった。
地方私鉄では気動車の端に「鮮魚台」と呼ばれるカゴを設置して、乗客とともに鮮魚を輸送していた。大手私鉄と同様に電動貨車や貨物列車での輸送も行われた。
電動貨車は、鮮魚と他の食料品を混載する場合「魚菜車」といった名称で呼ばれることも多かった。
これらの私鉄で運行されていた鮮魚貨物列車は、近畿日本鉄道の鮮魚列車のような例外を除き、大都市圏では道路輸送の拡充で比較的早い時期に姿を消している。地方私鉄では相次ぐ廃線や合理化で廃止され、貨物を運ぶ鮮魚列車は消滅した。
なお、国有化前の魚運車を含めなければ、私鉄が所有し運行した冷蔵車は大沼電鉄と有田鉄道の2社の合計3両で、国鉄から譲渡されたレ1300形を短期間使用したのみである。